# Konrad Lokar
Konrad Lokar, slovenski podjetnik in politik, * 28. november 1803, Kranj, † 10. januar 1875, Kranj

## Življenje in delo
Konrad Lokar je bil sin kranjskega trgovca in obrtnika Antona Lokarja. Leta 1835 je skupaj z bratom Rudolfom od očeta prevzela tovarno sit. Leta 1840 je v tovarni delalo okoli 300 delavcev.
V letih 1837-39 je bil mestni odbornik v Kranju, v letih 1840-49 pa sodnik. Aprila 1848 je postal glavni poveljnik narodne straže mesta Kranja, ki je štela 257 gardistov in 24 godbenikov. Leta 1848 se pridružil Slovenskemu društvu v Ljubljani, ki je zastopalo idejo zedinjene Slovenije. Na njegovo pobudo se je leta 1854 obnovilo bralno in zabavno društva Kazina v Kranju.
Avgusta 1850 je bil na prvih občinskih volitvah izvoljen za kranjskega župana. Ko je leta 1857 podjetje bratov Lokar zašlo v plačilne težave, je z županske funkcije odstopil, čez štiri leta pa je bil ponovno izvoljen za kranjskega župana (1861-1865). Marca 1861 je bil na prvih volitvah v kranjski deželni zbor izvoljen za deželnega poslanca. Kot predstavnik mest Kranja in Škofje Loke je bil poslanec v mestni kuriji. Na tej funkciji je ostal do konca mandata konec leta 1866.
Po stečaju podjetja leta 1867 je živel kot siromašen gostač v nekdanji lastni hiši.
1. 1 2  Obrazi slovenskih pokrajin — ISSN 2712-5408